# بیانیه هنری

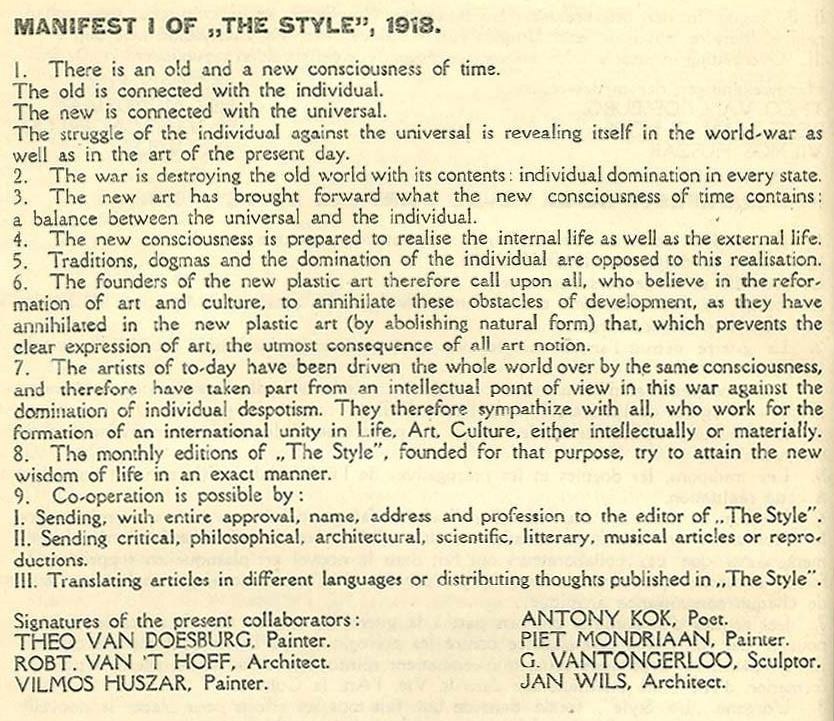
مانیفست د استیل، ۱۹۱۸

بیانیه هنری یا مانیفست هنری (انگلیسی: Art manifesto) عبارت است از اعلام عمومی نیات، انگیزه‌ها یا دیدگاه‌های یک هنرمند یا جنبش هنری. مانیفست‌ها ویژگی استاندارد جنبش‌های مختلف در نوگرایی آوانگارد هستند و هنوز هم نوشته می‌شوند. مانیفست‌های هنری گاهی در لفاظی‌هایشان برای رسیدن به یک اثر، انقلابی در نظر گرفته شده‌اند. اغلب به موضوعات گسترده‌تری مانند نظام سیاسی می‌پردازند. مضامین معمول نیاز به انقلاب، آزادی (بیان) و برتری ضمنی یا آشکارا اعلام‌شده نویسندگان بر وضعیت موجود است. مانیفست ابزاری برای بیان، انتشار و ضبط ایده‌ها برای هنرمند یا گروه هنری است؛ حتی اگر فقط یک یا دو نفر متن را بنویسند، باز هم گروه شناخته می‌شود.
در سال ۱۸۵۵ گوستاو کوربه برای معرفی کاتالوگ نمایشگاه مستقل و شخصی خود مانیفست رئالیسم را نوشت. و در سال ۱۸۸۶ مانیفست سمبولیسم در روزنامه فرانسوی فیگارو توسط شاعر و مقاله‌نویس ژان موره‌آ منتشر شد.
اولین مانیفست هنری قرن بیستم با فوتوریست‌ها در ایتالیا در سال ۱۹۰۹ معرفی شد، پس از آن کوبیست‌ها، وورتیکیست‌ها، دادائیست‌ها و سوررئالیست‌ها، که تا جنگ جهانی دوم شناخته‌شده‌ترین مانیفست‌ها هستند. پس از آن اگرچه انتشار مانیفست‌ها متوقف نشد، اما رسانه‌های دیگر مانند رادیو و تلویزیون تمایل به کنار گذاشتن چنین اعلامیه‌هایی داشتند. اکنون با توجه به ظهور اینترنت، این فرم احیا شده‌است، و بسیاری از مانیفست‌های جدید اکنون برای مخاطبان در سراسر جهان صادر می‌شوند. استاکیست‌ها از این امکان برای شروع یک جنبش جهانی استفاده کرده‌اند.

مانیفست‌ها معمولاً شامل تعدادی گزاره هستند که شماره‌گذاری شده‌اند، یا به صورت نقطه‌ای هستند و لزوماً از یکی به دیگری ارجاع نمی‌دهند. توضیح تریستان تزارا از مانیفست (عشق ضعیف و عشق تلخ، II) توجه بسیاری را به خود جلب کرده‌است:
| « | مانیفست ارتباطی است که با تمام دنیا انجام می‌شود و تنها ادعای آن کشف درمانی فوری برای سیفلیس سیاسی، نجوم، هنری، دولتی، زراعی و ادبی است. ممکن است خوشایند و خوش‌اخلاق باشد، همیشه درست باشد، و قوی، نیرومند و منطقی باشد. بر خلاف منطق، [که ممکن است دوست‌داشتنی نباشم اما] من خودم را بسیار دوست‌داشتنی می‌دانم. | » |

## مفهوم
پیش از اوایل قرن بیستم، مانیفست تقریباً یک اعلامیه با اهداف سیاسی بود؛ بنابراین، قصد هنرمندانی که این فرم را اتخاذ می‌کنند، نشان دادن این بود که از هنر به‌عنوان یک ابزار سیاسی استفاده می‌کنند.
مانیفست هنری دو هدف اصلی دارد. اولین مورد، تعریف و نقد یک پارادایم در هنر یا فرهنگ معاصر است. دوم تعریف مجموعه‌ای از ارزش‌های زیبایی‌شناختی برای مقابله با این پارادایم است. اغلب، مانیفست‌ها میل دارند که به‌تنهایی آثار هنری باشند. برای مثال، بسیاری از نویسندگان مانیفست قصد دارند متون خود را به اجرا درآورند. بعضی از مانیفست‌ها را هم نمی‌توان صرفاً بیانیه‌های مکتوب ارزیابی کرد، زیرا به‌شدت به طراحی گرافیکی برای برقراری ارتباط متکی هستند، پیزی که به‌عنوان ویژگی مشترک در مانیفست‌های دادا دیده می‌شود. چندین هنرمند، مانیفست‌هایی در مورد رسانه‌های هنری نوشته‌اند نه رسانه‌های خودشان.
از نظر تاریخی، بین مانیفست هنری و مانیفست سیاسی مشابهت زیادی وجود داشته‌است. برای نویسندگان مانیفست اوایل قرن بیستم غیرمعمول نبود که از نظر سیاسی نیز فعال باشند. در ایتالیا، فیلیپو تومازو مارینتی، بنیان‌گذار آینده‌پژوهی، نامزد انتخابات شد و آینده‌پژوهان روسی و ایتالیایی اعلامیه‌های سیاسی صادر کردند. در انگلستان، ویندهام لوئیس، ورتیسیست، از سوفراژت‌ها حمایت می‌کرد، درحالی‌که در فرانسه، سوررئالیست آندره برتون از حزب کمونیست حمایت می‌کرد. اما اغلب این سازمان‌های سیاسی هنرمندان را رد می‌کردند. در موارد دیگر، هنرمندان توسط دولت‌های اقتدارگرای اروپایی، مانند ایتالیای فاشیست و روسیه کمونیستی، که به‌طور نهادی آوانگارد را رد کردند، سانسور و تحت تعقیب قرار گرفتند.

## قبل از ۱۹۰۰

### مانیفست رئالیست ۱۸۵۵
گوستاو کوربه برای معرفی کاتالوگ نمایشگاه شخصی مستقل خود در سال ۱۸۵۵، مانیفست رئالیستی نوشت که لحن بیانیه‌های سیاسی آن دوره را داشت. او در این بیانیه هدف خود را به‌عنوان یک هنرمند «ترجمه آداب و رسوم، ایده‌ها، ظاهر دوران من بر اساس برآورد خودم» اعلام می‌کند.

### مانیفست سمبولیست ۱۸۸۶
در سال ۱۸۸۶ مانیفست سمبولیست در روزنامه فرانسوی فیگارو توسط شاعر و مقاله‌نویس ژان موره‌آ منتشر شد. این بیانیه نمادگرایی را سبکی تعریف و توصیف می‌کند که «هدف آن ایده‌آل نبوده، بلکه تنها هدف آن بیان کردن خود به‌خاطر بیان شدن بوده‌است». از شارل بودلر، استفان مالارمه و پل ورلن به‌عنوان سه شاعر برجسته این جنبش نام می‌برد.

## سمینال ۱۹۰۹–۱۹۴۵

### مانیفست فوتوریست ۱۹۰۹، ۱۹۱۴
مانیفست فوتوریست، نوشته شاعر ایتالیایی فیلیپو تومازو مارینتی، در ۵ فوریه ۱۹۰۹، در روزنامه ایتالیایی گازته دل‌امیلیا (Gazzetta dell'Emilia) در بولونیا منتشر شد، سپس در ۲۰ فوریه ۱۹۰۹، در روزنامه فیگارو به فرانسوی ترجمه شده و با عنوان Manifeste du futurisme منتشر شد. این بیانیه فلسفه هنری فوتوریست را آغاز کرد، که رد گذشته و جشن گرفتن برای سرعت، ماشین‌آلات، خشونت، جوانان و صنعت بود. همچنین نوسازی و جوان‌سازی فرهنگی ایتالیا حمایت می‌کرد.
از آن‌جایی که مانیفست اولیه شامل یک برنامه هنری مثبت نبود، فوتوریست‌ها تلاش کردند تا در مانیفست فنی نقاشی فوتوریست (۱۹۱۴) برنامه‌ای ایجاد کنند. این امر آن‌ها را متعهد به «پویایی جهانی» کرد که قرار بود مستقیماً در نقاشی و مجسمه‌سازی نشان داده شود. اشیاء در واقعیت از یکدیگر یا از محیط اطرافشان جدا نبودند: «شانزده نفری که در یک اتوبوس موتوری در اطراف شما هستند به نوبه خود و در عین حال یک، ده چهار سه؛ بی حرکت هستند و جای خود را عوض می‌کنند… اتوبوس موتوری با عجله وارد خانه‌هایی می‌شود که از آن‌ها می‌گذرد و به نوبه خود خانه‌ها خود را روی اتوبوس موتوری می‌اندازند و با آن مخلوط می‌شوند.

### مانیفست کوبیسم ۱۹۱۲

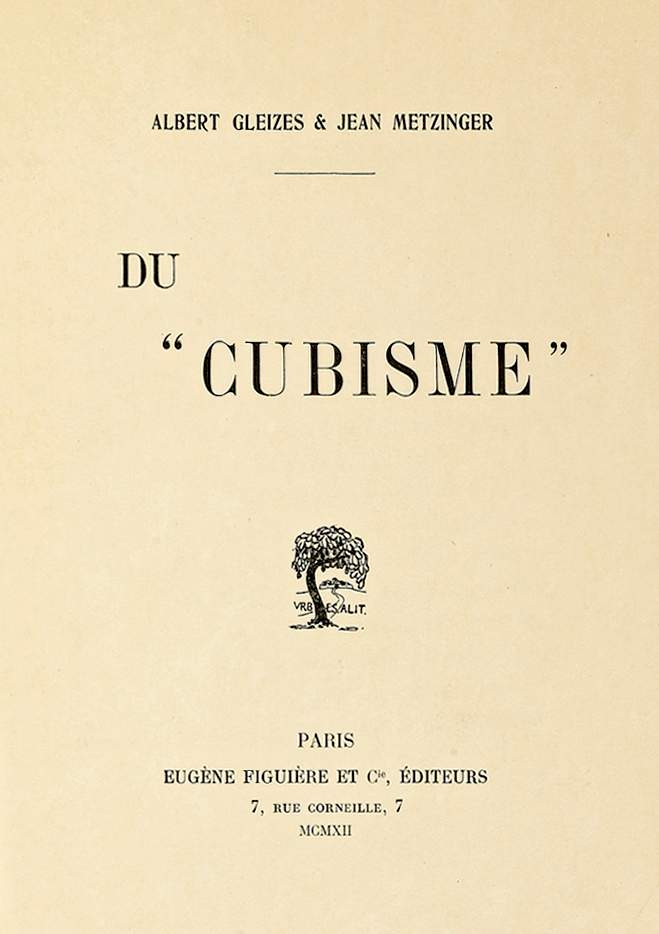
تصویر جلد "دو "کوبیسم، ۱۹۱۲، آلبرت گلیز و ژان متزینگر

«"دو "کوبیسم» (Du "Cubisme") که در سال ۱۹۱۲ توسط آلبرت گلیز و ژان متزینگر نوشته شد، اولین متن نظری مهم در مورد کوبیسم بود. این کتاب با آثاری از گلیز، متزینگر، پل سزان، فرنان لژه، خوان گریس، فرانسیس پیکابیا، مارسل دوشان، پابلو پیکاسو، ژرژ براک، آندره درون و ماری لورانسن تصویرسازی شده‌است. در این رساله بسیار تأثیرگذار گلیز و متزینگر مفهوم «چشم‌انداز چندگانه» را به صراحت با حس برگسونی از زمان مرتبط کردند. پرداخت وجهی به اشیاء فیزیکی و فضا، تمایز بین سوژه و انتزاع، بین بازنمایی و غیرعینیت را محو کرد. از اثرات هندسه نااقلیدسی برای انتقال یک حس روان‌فیزیکی از سیال بودن آگاهی استفاده شد. "دو "کوبیسم مفهوم «هم‌زمانی» را وارد چارچوب نظری کوبیسم کرد. و تا حدی مفهومی برخاسته از اعتقاد مبتنی بر درک نویسندگان از آنری پوانکاره و برگسون بود که جدایی یا تمایز بین فضا و زمان باید به چالش کشیده شود. هم بر ایده‌های فلسفی و علمی، هم بر هندسه ریمانی و هم نسبیت دانش، که با تصورات متضاد حقیقت مطلق استوار بود، این ایده‌ها در نشریه‌ای منتشر و مورد بحث قرار گرفت و توسط نویسندگان و هنرمندان مرتبط با ظهور مدرنیسم خوانده شد.

### هنر نویز ۱۹۱۳ (The Art of Noise)
هنر نویزها (به انگلیسی: The Art of Noise) یک مانیفست فوتوریستی است که توسط لوئیجی روسولو در نامه‌ای در سال ۱۹۱۳ به دوست و آهنگ‌ساز فوتوریست فرانچسکو بالیلا پراتلا نوشته شده‌است. روسولو استدلال می‌کند که گوش انسان به‌سرعت، انرژی و سر و صدای منظره صوتی صنعتی شهری عادت کرده‌است. علاوه بر این، این پالت صوتی جدید نیاز به رویکرد جدیدی برای ساز و آهنگسازی دارد. او تعدادی نتیجه‌گیری در مورد این‌که چگونه الکترونیک و سایر فناوری‌ها به نوازندگان فوتوریست اجازه می‌دهد تا «تنوع محدودی از تام‌ها را که امروزه ارکستر در اختیار دارد، تنوع بی‌نهایتی از صداها را که با مکانیسم‌های مناسب بازتولید می‌شوند، جایگزین کنند» پیشنهاد می‌کند.

### مانیفست مکتب آمورفیست ۱۹۱۳
مانیفست مکتب آمورفیست که در سال ۱۹۱۳ در Les Homme du jour منتشر شد، هرگز مشخص نشد که آیا یک مانیفست صادقانه از مکتب جدید آمورفیسم بود یا یک تقلید.

### مانیفست ورتیسیست ۱۹۱۴
گزیده‌هایی از مانیفست ورتیسیست در ۲۰ ژوئن ۱۹۱۴، در شماره ۱ مجله Blast و سپس درشماره ۲ در ژوئیه ۱۹۱۵ مجله Blast منتشر شد.

### مانیفست سوپرماتیست ۱۹۱۵
در سال ۱۹۱۵، کازیمیر ماله‌ویچ با انتشار مانیفست خود، از کوبیسم تا سوپرماتیسم، پایه‌های سوپرماتیسم را بنا نهاد.

### مانیفست دادا ۱۹۱۶
هوگو بال اولین مانیفست دادا را در کاباره ولتر در ۱۴ ژوئیه ۱۹۱۶ قرائت کرد.
دومین مانیفست دادا توسط تریستان تزارا در سال مایز (Salle Meise) در ۲۳ مارس ۱۹۱۸ قرائت شد و در دادا، شماره ۳ (زوریخ، دسامبر ۱۹۱۸) منتشر شد.

### مانیفست د استیل ۱۹۱۸
مانیفست د استیل توسط تئو وان دوسبرگ، ون ت هاف، ویلموس هوزار ، آنتونی کوک، پیت موندریان، ژرژ وانتونگرلو و یان ویلس امضا شد.
مانیفست I از سبک د استیل، از De Stijl، جلد دوم، نه. ۱ (نوامبر ۱۹۱۸)، ص. ۴.

### مانیفست واقع‌گرایانه ۱۹۲۰
مانیفست واقع گرایانه (رئالیستیک)، (منتشرشده در ۵ اوت ۱۹۲۰) توسط مجسمه‌ساز روسی نائوم گابو نوشته شده و توسط آنتوان پفسنر امضا شده‌است و متن اصلی ساخت‌گرایی است.

### مانیفست پیوریست ۱۹۲۰–۱۹۲۵
بنیان‌گذاران ناب‌گرایی، آمده ازانفان، و لو کوربوزیه، عنوان مانیفست خود را پس از کوبیسم (Après le Cubisme) گذاشتند.

### مانیفست سوررئالیست ۱۹۲۴
اولین مانیفست سوررئالیست توسط نویسنده فرانسوی آندره برتون در سال ۱۹۲۴ نوشته شد و در سال ۱۹۲۵ برای عموم منتشر شد. این سند سوررئالیسم را چنین تعریف می‌کند:
اتوماتیسم روانی در حالت ناب خود، که به‌وسیله آن فرد پیشنهاد می‌کند عملکرد واقعی اندیشه را بیان کند (به‌صورت شفاهی، با استفاده از کلام نوشتاری یا به هر شکل دیگری). این بیان دیکته‌شده توسط فکر، و در غیاب هرگونه کنترل اعمال‌شده توسط عقل، و مستثنی از هرگونه نگرانی زیبایی‌شناختی یا اخلاقی است.

### هنر بتن ۱۹۳۰

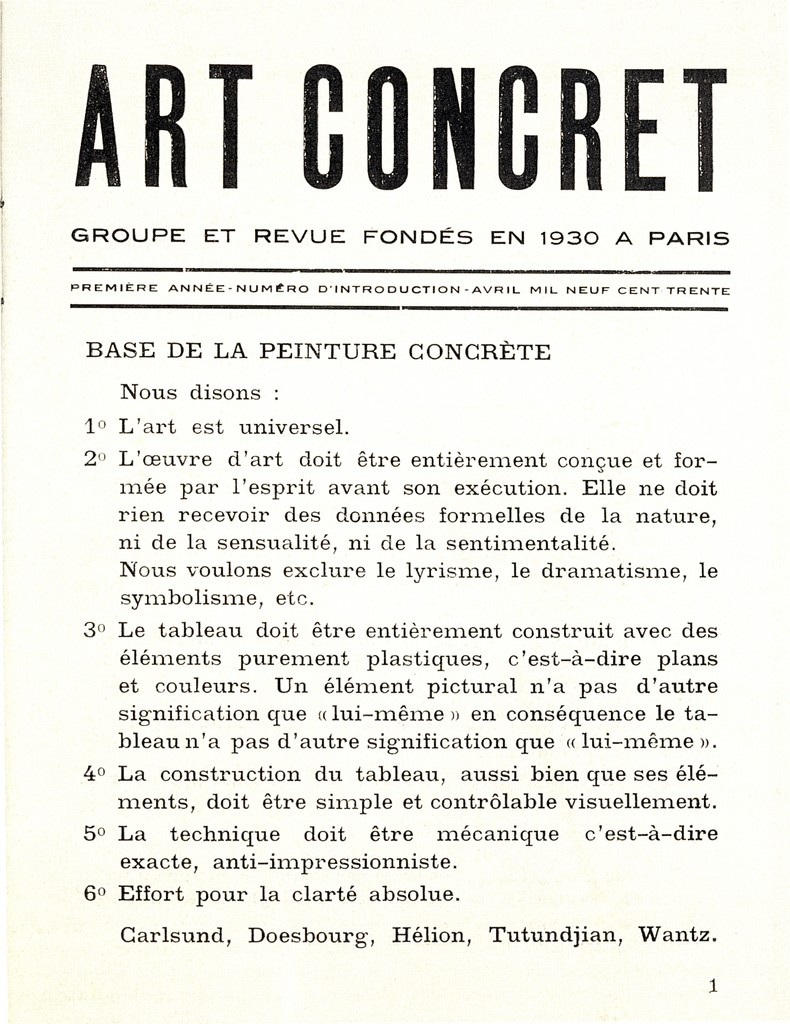
مانیفست هنر بتن

با عنوان پایه رنگ بتن (Base de la peinture concrète)، توسط اتو گوستاف کارلسوند، تئو وان دوسبورگ، ژان هلیون، مارسل وانتز و لوون توتونچیان نوشته شده‌است که در نقد و بررسی هنر بتن، شماره ۱ منتشر شده‌است. (آوریل ۱۹۳۰).

### مانیفست نقاشی دیواری ۱۹۳۳
انگیزه ماریو سیرونی بیشتر از هر جنبش هنری خاص، آرمان‌های سیاسی فاشیسم ایتالیا بود. سیرونی با کار روی هنر برای روزنامه ایل پوپولو د ایتالیا (Il Popolo d'Italia)، با ایجاد نقاشی‌های دیواری برای نمایشگاه به انقلاب فاشیستی در سال ۱۹۳۲ کمک کرد. پس از آن، سیرونی مانیفست نقاشی دیواری را در سال ۱۹۳۳ امضا کرد. سیرونی تا پس از جنگ جهانی دوم روی نقاشی‌های دیواری کار می‌کرد.

### مانیفست: به سوی یک هنر انقلابی آزاد ۱۹۳۸
به سوی یک هنر انقلابی آزاد توسط آندره برتون سورئالیست و لئون تروتسکی مارکسیست، به‌عنوان واکنشی در برابر هنر اجباری اتحاد جماهیر شوروی نوشته شد.

## پساجنگ ۱۹۴۶–۱۹۵۹

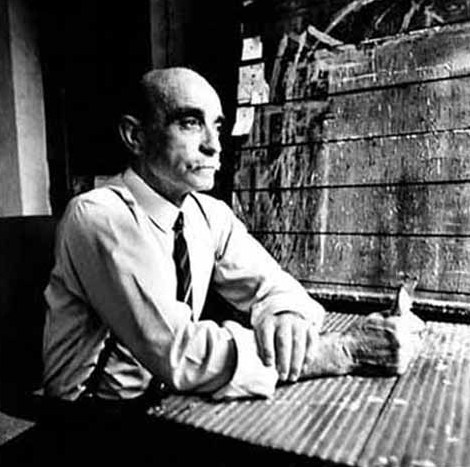
لوسیو فونتانا

### مانیفست سفید ۱۹۴۶
مانیفست سفید متنی است که در سال ۱۹۴۶ توسط لوسیو فونتانا نوشته شده‌است.

### مانیفست کبرا ۱۹۴۸
مانیفست کبرا، با عنوان La reason était entendue، نوشته کریستین دوترمونت، و امضای کارل اپل، کنستانت نیوئنهوی، گیوم کورنلیس ون بورلو، آسگر جورن، و جوزف نوآرت در سال ۱۹۴۸ منتشر شد.

### مانیفست امتناع جهانی ۱۹۴۸
مانیفست امتناع جهانی (یا رد کامل) یک مانیفست ضد وضع موجود و ضد مذهبی بود که در ۹ اوت ۱۹۴۸، در مونترال و توسط گروهی متشکل از شانزده هنرمند و روشن‌فکر جوان کبکی، به رهبری پل-امیل بوردواس منتشر شد.
امتناع جهانی تا حد زیادی تحت‌تأثیر شاعر فرانسوی آندره برتون قرار گرفت و نیروی خلاق ناخودآگاه را تمجید کرد.

### مانیفست ایسمو ۱۹۴۸
مانیفست ایسمو اثر ولتولینو فونتانی است.

### اولین مانیفست مجسمه‌سازان ۱۹۴۹
اولین مانیفست مجسمه‌سازان اثر رنه ایچه است.

### مانیفست عرفانی ۱۹۵۱
مانیفست عرفانی (به فرانسوی: Manifeste Mystique) در سال ۱۹۵۱ توسط سالوادور دالی نوشته شد. دالی تأیید کرد که تأیید کرد که یک سوررئالیست است و طرف‌دار نقاشی‌های مذهبی است. ترجیح دالی در این دوره، به‌رغم ظهور هنر انتزاعی، به هنر بازنمایی تغییر کرد.

### هسته‌ای پیتورا ۱۹۵۱
مانیفست هسته‌ای پیتورا توسط انریکو باج نوشته شد.

### مانیفست ل اسپشیالست ۱۹۵۲
مانیفست ل اسپشیالست (به فرانسوی: Les Spatialistes)، یک گروه ایتالیایی مستقر در میلان، این مانیفست را برای تلویزیون تهیه کرد.

### مانیفست هنر دیگری ۱۹۵۲
مانیفست هنر دیگری، اثر میشل تاپیه جنبش غیرمجاز هنری را تعریف کرد.

### مانیفست گوتای ۱۹۵۶
مانیفست گوتای از جیرو یوشیهارا اهداف هنری گروه گوتای ژاپن را مشخص کرد.

### مانیفست هنر خود-ویرانگر ۱۹۵۹
مانیفست هنر خود-ویرانگر که در سال ۱۹۶۴ توسط گوستاو متزگر نوشته شد، به‌عنوان یک سخنرانی برای انجمن معماری ارائه شد و توسط دانشجویان به‌عنوان یک «هپنینگ» هنری پذیرفته شد. یکی از دانشجویان کالج ایلینگ متزگر، پیت تاونزند بود، که بعداً از مفاهیم متزگر با عنوان تأثیری بر گیتار کوبیدن معروف او در طول اجرای آهنگ د هو نام برد.

### مانیفست نئو بتن ۱۹۵۹
مانیفست نئو بتن، اثر فریرا گولار، چنین آغاز می‌شود:
«ما از اصطلاح «نئو بتن» برای متمایز ساختن خود از کسانی که به هنر «هندسی» غیرتصویری (نئوپلاستیسیسم، سازه‌انگاری، سوپرماتیسم، مکتب اولم) و به ویژه آن نوع هنر انضمامی که تحت‌تأثیر یک عقل‌گرایی حاد خطرناک است، استفاده می‌کنیم. نقاشان، مجسمه‌سازان، حکاکی‌ها و نویسندگان شرکت‌کننده در اولین نمایشگاه نئو بتن در پرتو تجربیات هنری خود به این نتیجه رسیدند که ارزیابی اصول نظری که هنر بتنی بر آن‌ها پایه‌گذاری شده‌است، ضروری است.»

### مانیفست نقاشی صنعتی ۱۹۵۹
«مانیفست نقاشی صنعتی: برای یک هنر کاربردی واحد» نوشته جوزپه پینو-گالیزیو در اوت ۱۹۵۹، به زبان ایتالیایی در Notizie Arti Figurative شماره ۹ (۱۹۵۹) منتشر شد. اندکی پس از آن در Internationale Situationniste شماره ۳ در ترجمه فرانسوی منتشر شد. در سال ۱۹۹۷ توسط مولی کلاین به انگلیسی ترجمه شد. این کتاب تنها ۷۰ نکته دارد و به شیوه‌ای بلاغی و آرمان‌گرایانه نوشته شده‌است، با جملاتی مانند: «نیروی تسخیرآمیز سلطه، انسان‌ها را به سمت شعر حماسی غیرقابل تصوری سوق خواهد داد». یکی از موضوعات آن آشتی صنعت و طبیعت است:
بازگشت به طبیعت با ابزار مدرن به انسان این امکان را می‌دهد که پس از هزاران قرن به مکان‌هایی که شکارچیان پارینه‌سنگی بر ترس غلبه کردند بازگردد. انسان امروزی در پی تماس با چیزهای حقیرانه‌ای است که طبیعت در حکمت خود آن‌ها را به‌عنوان کنترلی بر غرور عظیم ذهن انسان حفظ کرده‌است. انسان امروزی باید خود را که در حماقت پیشرفت انباشته شده‌است، رها کند.

## ضد فرهنگ ۱۹۶۰–۱۹۷۵
مانیفست‌های دهه ۱۹۶۰ منعکس‌کننده نگرش‌های اجتماعی و سیاسی در حال تغییر زمان بودند: جوشش عمومی انقلاب «ضدفرهنگ» برای سرنگونی نظم موجود و ظهور خاص فمینیسم و قدرت سیاه، و همچنین پیشروی اشکال هنری جدید مانند هنر بدنی و هنر اجرا.

### مانیفست موقعیت‌گرایی ۱۹۶۰
بین‌الملل موقعیت‌گرا در ۲۷ آوریل ۱۹۵۷، توسط هشت عضو در کوزیو دوآروسیا تأسیس شد که خواهان هنری انقلابی با حالت دگرگونی دائمی و در نتیجه جدید بودن و همچنین از بین بردن شکاف بین هنر و زندگی بودند. مانیفست حمایت از آن در ۱۷ مه ۱۹۶۰ منتشر شد و در ژوئن ۱۹۶۰ در Internationale Situationniste شماره ۴ تجدید چاپ شد. این سازمان از «نیروی انسانی جدید» علیه فناوری و «نارضایتی از کاربردهای احتمالی آن در زندگی اجتماعی بی‌معنای ما» حمایت می‌کند و بیان می‌کند: «ما آنچه را که آخرین هنر خواهد بود، افتتاح می‌کنیم. نقش موقعیت‌گرای آماتور-حرفه‌ای-ضدمتخصص، یک تخصص اقتصادی و ذهنی است.». جمله پایانی آن این است: «این‌ها اهداف ماست و اهداف آینده بشریت خواهد بود».

### مانیفست هتل چلسی ۱۹۶۱

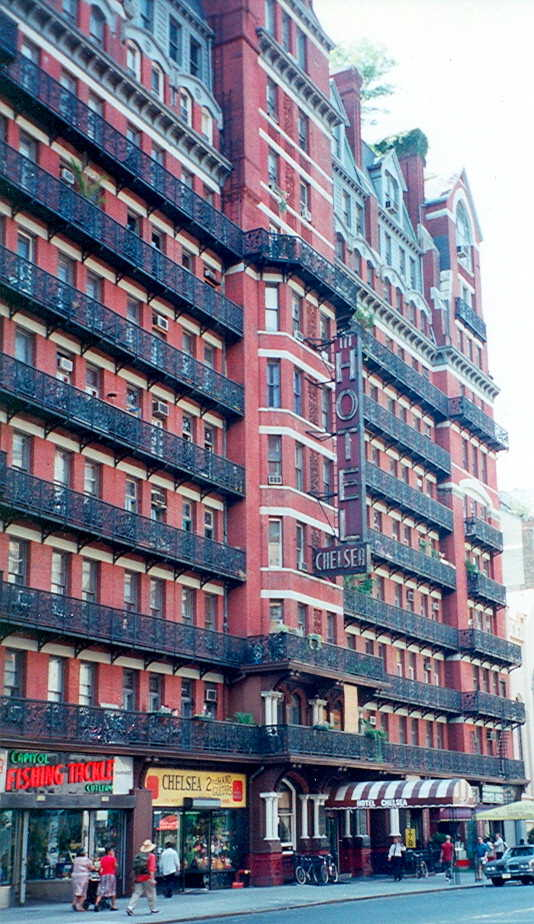
هتل چلسی

این مانیفست که توسط ایو کلن نوشته شده‌است، از سال ۱۹۸۹ توسط گالری گاگوسیان دارای کپی‌رایت ست. سطر اول مانیفست چنین است: «با توجه به این واقعیت که من پانزده سال است که تک‌رنگ‌ها را نقاشی کرده‌ام». تأملی از هنرمند در مورد کار و زندگی خود است:
همیشه وقتی از یک هنرمند خواسته می‌شود تا از کار خود صحبت کند، احساس ناراحتی می‌کند. اما باید صحبت کند، به‌خصوص زمانی که اعتباری کسب کرده باشد.
چه باید کرد؟ این کار را نکند؟
نه، راه‌حل آنچه «احساسات و متصورات غیرقابل تعریف» می‌نامم، نمی‌تواند این باشد.
بنابراین…
او آسمان را از آن خود می‌کند:
یک بار، در سال ۱۹۴۶، درحالی‌که هنوز نوجوان بودم، در یک سفر فوق‌العاده «واقعی-تخیلی» نام خود را در آسمان امضا کردم. آن روز، هنگامی که در ساحل نیس دراز کشیده بودم، از پرندگانی که در آسمان آبی و بدون ابر من به این طرف و آن طرف پرواز می‌کردند احساس تنفر کردم؛ زیرا آن‌ها سعی می‌کردند در بزرگ‌ترین و زیباترین کار من سوراخ ایجاد کنند.
پرندگان باید حذف شوند.
بیانیه او با اشاره به این که «آماده شیرجه رفتن به خلاء» است به پایان می‌رسد.

### مانیفست من برای هنر هستم… ۱۹۶۱
کلاس اولدنبوری، هنرمند پاپ، در واکنش به اکسپرسیونیسم انتزاعی، همراه با هنرمندانی جوان مانیفست «من برای هنر هستم» را در ابتدا برای استفاده در کاتالوگ نمایشگاه «محیط‌ها، موقعیت‌ها و فضاها» نوشتند. همه جملات مانیفست با «من طرفدار هنر هستم» شروع می‌شود. نقل قول زیر از دو عبارت اول در بیانیه شعری او است:
«من طرف‌دار هنری هستم که سیاسی-اروتیکال-عرفانی است و کاری غیر از نشستن در موزه انجام می‌دهد
من طرف‌دار هنری هستم که بزرگ می‌شود و اصلاً نمی‌داند هنر است، هنری که شانس داشتن شروع از نقطه صفر را دارد…»

### مانیفست فلاکسوس ۱۹۶۳
مانیفست فلوکسوس توسط جورج ماسیوناس نوشته شده‌است. این سند کوتاه چاپ‌شده شامل سه پاراگراف است که با عناصر کلاژ از تعاریف فرهنگ لغت مربوط به Flux («شار») در هم آمیخته شده‌است. با حروف کوچک نوشته می‌شود. اولین پاراگراف بیانیه چنین است:
جهان را از بیماری بورژوازی، فرهنگ «روشن‌فکری» حرفه‌ای و تجاری‌شده پاک‌سازی کنید، جهان را از هنر مرده، تقلید، هنر مصنوعی، هنر انتزاعی، هنر توهم‌گرایانه، هنر ریاضی پاک کنید، جهان را از «اروپاییزم» پاک کنید!
طرف‌دار انقلاب، «هنر زنده، ضد هنر» و «واقعیت غیر هنری است که نه تنها باید از سوی منتقدان، دل‌سوزان و متخصصان، که توسط همه مردم درک شود».

### مانیفست SCUM اسکام ۱۹۶۷
SCUM مخفف «انجمن برش مردان» (SCUM: Society for Cutting up Men) است. مانیفست SCUM، توسط والری سولاناس نوشته شد، و فقط در مورد هنر نبود. با این حال، بخشی از تاریخ هنر شده‌است، زیرا در سالی منتشر شد که سولاناس مدتی را در کارگاه اندی وارهول گذرانده بود، و به او شلیک کرده و نزدیک بود او را بکشد (۱۹۶۸). همچنین بیانیه دارای بخش‌هایی است که به ایده‌های هنری می‌پردازد. سولاناس آخرین سال‌های زندگی خود را چون یک روسپی خیابانی گذراند و در سال ۱۹۸۸ درگذشت.
این سند کمی بیش از ۱۱۰۰۰ کلمه دارد. لحن و مضمون اصلی آن از عنوان مشخص است، اما آن‌طور که به‌نظر می‌رسد کاملاً واضح نیست و برخی از زنان پذیرفته‌اند که به اندازه مردان بد هستند (مثلاً زنان هنرمند). SCUM می‌خواهد «همه اشیاء بی‌فایده و مضر را از بین ببرد؛ ماشین‌ها، ویترین فروشگاه‌ها…» در بخش «هنر بزرگ» و «فرهنگ» آمده‌است:
«هنرمند» مرد با ساختن دنیایی به‌شدت مصنوعی که در آن مرد تبدیل به قهرمان می‌شود، یعنی فقط ویژگی‌های زنانه را به‌نمایش می‌گذارد، و زن را بسیار محدود می‌یابد، تلاش می‌کند تا معضل خود یعنی ناتوانی در زندگی، نقش‌های فرعی بی‌مزه، یعنی مرد بودن و زن نبودن را حل کند.
هدف «هنری» مرد، نه برقراری ارتباط (با داشتن چیزی در درون خود، چیزی برای گفتن ندارد)، بلکه برای پنهان کردن حیوان‌گرایی خود، به نمادگرایی و ابهام (چیزهای «عمیق») متوسل می‌شود. اکثریت قریب به اتفاق مردم، به‌ویژه «تحصیل‌کرده‌ها» که به قضاوت خود ایمان ندارند، متواضع و به اقتدار احترام می‌گذارند («بابا بهتر می‌داند»)، به‌راحتی دچار این باور می‌شوند که طفره‌رفتن، نامفهوم بودن، غیرمستقیم گفتن، ابهام و ملال، نشانه‌های عمیق و درخشنده‌ای هستند…
جذب «فرهنگ» تلاشی ناامیدانه و دیوانه‌وار برای ایجاد شیار در دنیایی نابه‌سامان، برای فرار از وحشت وجودی عقیم و بی‌فکر است. «فرهنگ» برای منی افراد ناتوان، وسیله‌ای برای منطقی کردن تماشای غیرفعال فراهم می‌کند. آن‌ها می‌توانند به توانایی‌شان در قدردانی از چیزهای «زیباتر»، برای دیدن جواهری که در آن فقط یک تور است افتخار کنند.

### مانیفست هنر نگهداری ۱۹۶۹
عنوان کامل مانیفست «هنر نگهداری - پیشنهاد برای یک نمایشگاه» است. این بیانیه را سندی بنیادی از هنر فمینیستی می‌دانند. میرل لادرمن اوکلز در آن زمان باردار بود و تصمیم گرفت تا با تبدیل شدن به یک «هنرمند تعمیر و نگهداری» کارهای خانه را دوباره احیا کند و آن‌ها را اجرا کند. از طریق این نگهداری، خود را شرطی مهم برای آزادی و عملکرد اجتماعی نشان داد و این ایده را فراتر از فمینیسم به پروژه‌هایی مانند سرویس بهداشتی ۱۱ ماهه که شامل ۸۵۰۰ کارگر نیویورکی بود، گسترش داد. اخیراً او به یک محل دفن زباله در استتن آیلند مراجعه کرده‌است.
مانیفست توسط یک پرسش‌نامه (۱۹۷۳–۱۹۷۶) دنبال شد و به ساختن هنری از آنچه کارهای روزمره تلقی می‌شود، توجه داشت. او نوشت: «بعد از انقلاب، کی قرار است صبح دوشنبه زباله‌ها را جمع‌آوری کند؟». او این موضوع را با «مانیفست بهداشتی» دنبال کرد. (۱۹۸۴)

### مانیفست رمانتیک ۱۹۶۹
مانیفست رمانتیک مجموعه‌ای از مقالات فیلسوف و رمان‌نویس آین رند است که با یک عنوان در سال ۱۹۶۹ منتشر شد. یک نسخه اصلاح‌شده از آن نیز در سال ۱۹۷۵منتشر شد. این مقالات دیدگاه عینی‌گرایانه در مورد هنر را که توسط آین رند ابداع شده‌است، توضیح می‌دهند. اصطلاح «رمانتیک» به مفهوم عشق مربوط نمی‌شود بلکه اشاره‌ای به دوران رمانتیک است؛ یک جنبش هنری برجسته در اواخر قرن ۱۸ و اوایل تا اواسط قرن ۱۹. رند به‌دنبال بیدار کردن مجدد این جنبش در فرهنگ معاصر بود، و مدعی شد که این جنبش در زمان حیاتش وجود نداشته‌است، درحالی‌که عناصر آن را که برای فلسفه عینیت‌گرا تضعیف شده بود، رد کرد:
این مانیفست به نام یک سازمان یا یک جنبش صادر نمی‌شود. من فقط برای خود صحبت می‌کنم. امروز هیچ حرکت عاشقانه‌ای وجود ندارد. اگر قرار است یکی در هنر آینده وجود داشته باشد، این کتاب به پیدایش آن کمک خواهد کرد.

### مانیفست آفری‌کبرا ۱۹۷۰
آفری‌کبرا یک گروه از هنرمندان سیاه‌پوست بود که در اواخر دهه ۱۹۶۰ توسط جف دونالدسون تأسیس شد و در شیکاگو مستقر شد. او به سازمان‌دهی نمایش‌های بین‌المللی هنرمندان سیاه‌پوست کمک کرد و مانیفست‌های تأثیرگذاری نوشت. آفری‌کبرا مخفف عبارت "African Commune of Bad Relevant Artists" است. این نام از ترکیب اصطلاح آفریقا با کبرا، «ائتلاف هنرمندان انقلابی سیاه» گرفته شده‌است. مانیفست اهداف گروه را توسعه یک هنر جدید آفریقایی آمریکایی، شامل مسئولیت اجتماعی، مشارکت هنری جامعه و ارتقای غرور هویت سیاه‌پوست عنوان کرد. شباهت‌هایی با نوآوری‌های موسیقی آمریکایی آفریقایی‌تبار، و حمایت از زیبایی‌شناسی مکمل شامل تصاویر و رنگ‌های برجسته وجود داشت.

### مانیفست‌های WAR اوایل دهه ۱۹۷۰
WAR مخفف «زنان هنرمند در انقلاب» (Women Artists in Revolution) است که نانسی اسپرو یکی از اعضای آن بود. قبل از این، در سال‌های ۱۹۶۶–۱۹۷۰، او مجموعه‌ای از «مانیفست‌های» ضد جنگ ویتنام را ایجاد کرده بود که تصاویری بودند که با رنگ‌های آب و جوهر روی کاغذ خلق می‌شدند. سپس در جلسات AWC (ائتلاف کارگران هنر: Art Workers Coalition) که دارای اعضای زن و مرد بود شرکت کرد و بخشی از WAR شد که یک شاخه بود. او گفت: «من آن را دوست داشتم. در آن زمان به‌خاطر خیلی چیزها خیلی عصبانی بودم، به‌خصوص از این که نتوانستم هنرم را بروز دهم، تا مردم را وادار به نگاه کردن کنم. فکر کردم نام آم چه می‌تواند باشد! «WAR»؛ همین. ما شروع کردیم به سازماندهی کردن و نوشتن اعلامیه برخی از اقدامات و اعتراضات. برای مثال، چند نفر از ما به‌سوی موزه هنرهای مدرن راهپیمایی کردیم و خواستار برابری زنان هنرمند شدیم، سپس به کمیته موقت زنان هنرمند پیوستم. آن روزها همه چیز خیلی سریع پیش رفت.»

### هنر زنان: مانیفست ۱۹۷۲
والی اکسپورت یک پرفورمنس‌آرتیست وینی است که با اکشنیست‌ها کار کرده و رویدادهای آن‌ها را فهرست‌بندی کرده‌است. او با فلسفه «اکشن‌گرایی فمینیستی»، از مردم دعوت می‌کرد تا کارهای او را در خیابان لمس کنند. او «مانیفست‌های کتبی را منتشر کرد که با انتقام، آینده هنر زنان را پیش‌بینی می‌کرد» و کمک‌های نظری مهمی در برقراری ارتباط فمینیسم شخصی در اجرا داشت. او احساس می‌کرد که خلق هنر از نظر سیاسی مهم است. «می‌دانستم که اگر برهنه این کار را انجام دهم، واقعاً نگاه تماشاگران (عمدتاً مرد) به من را تغییر خواهد داد.»

### مانیفست مجموعه هنر جامعه‌شناسی ۱۹۷۴
مانیفست مجموعه هنر جامعه‌شناسی فرانسه توسط فرد فارست، ژان پل تنو و هروه فیشر تأسیس شد و مانیفست آن‌ها در روزنامه لو موند منتشر شد. هدف اصلی آن استفاده از جامعه‌شناسی برای حمایت از کنش‌های هنری یا استفاده از کنش‌های هنری برای روشن کردن پدیده‌های جامعه‌شناختی بود. یکی از این اقدامات، حراج یک «متر مربع هنری» در سال ۷۶ برای جعل گرانی در بازار مسکن و هنر بود. گروه از رسانه‌های جمعی و اجرای زنده با استفاده از ویدئو، تلفن و غیره استفاده زیادی کرد. این گروه در سال ۱۹۸۱ منحل شد، اگرچه برخی از اصول آن توسط فرد فارست و ماریو کاستا با جنبش زیبایی‌شناسی ارتباطات در سال ۱۹۸۳ ارائه شد.

### مانیفست هنر بدن ۱۹۷۵
در سال ۱۹۷۵ فرانسوا پلوچارت اولین نمایش بادی آرت را در پاریس با آثار ۲۱ هنرمند از جمله مارسل دوشان، کریس باردن و کاترینا سیوردینگ به نمایش گذاشت، و اولین مانیفست هنر بدن منتشر شد.

### مانیفست در مفهوم‌گرایی غنایی ۱۹۷۵
توسط پل هارتال
مانیفست مفهوم‌گرایی غنایی یک سند چهار صفحه‌ای است که با ۹ تصویر سیاه و سفید از نقاشی‌ها، کلاژها و چندرسانه‌ای این هنرمند در سال ۱۹۷۵ در مونترال منتشر شده‌است. هارتال می‌نویسد: «هنر من یک استعاره نقاشی‌شده‌است؛ ماشین گذشته یک ثانیه همیشگی، احساس فسیلی یک اشتیاق بی‌نهایت، میل جادویی که بر محور شکسته فضای فشرده تکامل می‌یابد و در قالب مناظر درونی و شخصی منعکس می‌شود». او در مانیفست پیشنهاد می‌کند: «هنر باید کلی باشد». زیستی جدا از هندسه دل‌به‌خواه است و طبیعت انسان را نادیده می‌گیرد. او می‌گوید: «مفهوم‌گرایی غنایی بر کلیت مختصات روان‌شناختی مبتنی است». «از آی‌دی، ایگو و سوپرایگو ناشی می‌شود». هنری که در آن خصلت دوگانه دیدگاه هنرمند به یک سه‌گانه غنایی، شهودی و مفهومی تبدیل می‌شود. هارتال در کتاب قلم‌مو و قطب‌نما: دینامیک رابط هنر و علم (لانهام: انتشارات دانشگاهی آمریکا، ۱۹۸۸، صص ۳۴۱)، نظریه مفهوم‌گرایی غنایی یا هنر Lyco را با جزئیات بیشتری مورد بحث قرار می‌دهد

## پانک و سایبر ۱۹۷۶–۱۹۹۸
ظهور جنبش پانک با نگرش اولیه و تهاجمی خود در زمینه DIY تأثیر قابل‌توجهی در مانیفست‌های هنری داشت و این تأثیر حتی در عنوان‌ها نیز منعکس شده‌است. برخی از هنرمندان آشکارا از طریق موسیقی، انتشارات یا اجرای شعر با پانک هم‌ذات‌پنداری کردند. همچنین تفسیری معادل «تکان‌دهنده» از فمینیسم وجود دارد که با عدم عینیت‌گرایی که در دهه ۱۹۶۰ مورد حمایت قرار گرفت، در تضاد است. بعدتر حضور فزاینده عصر رایانه در اعلامیه‌های هنری شروع به تثبیت کرد.

### مانیفست هنر خام ۱۹۷۸
هنرمند چارلز تامسون مانیفست هنر خام را در سال ۱۹۷۸ تبلیغ کرد.
مانیفست هنر خام در کالج هنر میدستون توسط چارلز تامسون منتشر شد. ۲۱ سال بعد او به همراه بیلی چایلدیش مانیفست‌های استاکیست را نوشت. تامسون همچنین یکی از اعضای گروه پانک The Medway Poets بود. مانیفست هنر «فروشگاه بزرگ» و هنر گالری «نخبه‌گرا» و همچنین مهارتی را که «به‌راحتی قابل دستیابی هستند… و هم به‌صورت صنعتی و هم هنری برای پنهان کردن فقر محتوا استفاده می‌شوند» را رد می‌کند. اولویت «کاوش و بیان روح انسان» اعلام شده‌است.

### مانیفست اسمایل ۱۹۸۲
در این زمان استوارت هوم در جنبش تک‌نفره «نسل مثبت» فعالیت می‌کرد، یک گروه پانک به نام White Colors را تأسیس کرد و یک فنزین هنری Smile را منتشر کرد که بیشتر حاوی مانیفست‌های هنری برای «نسل مثبت» بود. لفاظی آن شبیه مانیفست‌های دادائیست برلین دهه ۱۹۲۰ بود. ایده او این بود که سایر گروه‌های موسیقی در سراسر جهان نیز باید خود را سفید رنگ بنامند و مجلات دیگر اسمایل را داشته باشند. بخش اول کتاب مانیفست‌های نئوئیست/مقاله‌های اعتصاب هنر نسخه‌های خلاصه‌شده‌ای از نوشته‌های او به سبک مانیفست را از اسمایل ارائه می‌کرد.

### مانیفست انجمن بین‌المللی هنرمندان نجومی ۱۹۸۲
اصل اساسی انجمن بین‌المللی هنرمندان نجومی (IAAA) به تصویر کشیدن فضا (مانند کیهان) از طریق نقاشی رئالیستی است. آن‌ها خود را از هنرمندان علمی تخیلی و فانتزی جدا می‌کنند: «پایه محکم دانش و تحقیق اساس هر نقاشی است. تلاش برای به تصویر کشیدن دقیق صحنه‌هایی که در حال حاضر فراتر از محدوده چشم انسان است». این گروه اکنون بیش از ۱۲۰ عضو دارد که نماینده ۲۰ کشور هستند.

### مانیفست هنر ارزان ۱۹۸۴
توسط تئاتر نان و عروسک
کل عنوان «مانیفست چرا هنر ارزان؟» است. این بیانیه یک برگه است که توسط تئاتر نان و عروسک «در پاسخ به تجارت هنر و تصاحب فزاینده آن توسط بخش خصوصی» منتشر شده‌است. هفده عبارت در این بیانیه وجود دارد که اکثر آن‌ها با «هنر است» شروع می‌شوند و با علامت تعجب به پایان می‌رسند، که عمدتاً با حروف بزرگ، و گاهی اوقات با حروف کوچک نوشته می‌شوند. چینش حروف طوری است که در بیانیه نهایی یک هورای بزرگ و پررنگ دیده می‌شود. شروع بیانیه چنین است:
مردم برای مدت طولانی فکر می‌کردند که هنر امتیاز موزه‌ها و ثروتمندان است.
هنر تجارت نیست!
بیانیه با استفاده از تصاویر شاعرانه مانند «هنر مانند درختان سبز است»، بر ماهیت مثبت هنر که برای همه مفید است و باید در دسترس همه باشد، تأکید می‌کند و عنوان می‌کند: «هنر با جنگ و حماقت می‌جنگد! … هنر ارزان است!»

### مانیفست سایبورگ ۱۹۸۵
توسط دونا هاراوی

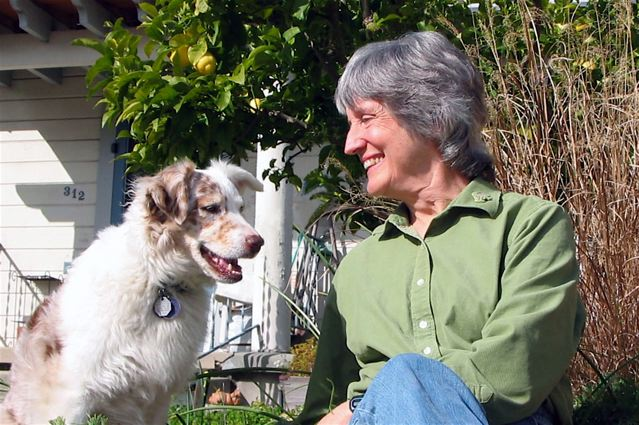
دونا هاراوی

عنوان کامل آن «مانیفست سایبورگ: علم، فناوری و فمینیسم سوسیالیستی در اواخر قرن بیستم» است. دونا هاراوی یک مورخ فرهنگی است. او از توسعه سایبورگ‌ها («ارگانیسم‌های سایبرنتیک») به عنوان راه رو به جلو برای یک جامعه پس از جنسیت حمایت می‌کند. این امر در ابتدا تأثیر قابل توجهی در بین دانشگاهیان داشت. ونس ماتریکس، گروهی از زنان هنرمند استرالیایی و مورخ فرهنگی بریتانیایی، سادی پلنت، یک جنبش سایبری فمینیستی را در سال ۱۹۹۴ تأسیس کرد. از سال ۱۹۹۷، شبکه Old Boys (OBN) «انترناسیونال‌های سایبرفمینیستی» را سازماندهی کرد.

### هنر ما یعنی ۱۹۸۶
توسط گیلبرت و جورج

مانیفست دارای پنج پاراگراف است که هر کدام دارای یک عنوان فرعی است و اولین آن «هنر برای همه» است و هدف مردمی مانیفست آن‌ها را خلاصه می‌کند:
ما می‌خواهیم هنر ما از طریق موانع دانش مستقیماً با مردم و در مورد زندگی آن‌ها صحبت کند و نه در مورد دانش آن‌ها از هنر. قرن بیستم با هنری که قابل درک نیست نفرین شده‌است. هنرمندان منحط در خود و برگزیدگانشان می‌ایستند و به افراد معمولی می‌خندند و طردشان می‌کنند. ما می‌گوییم که هنر گیج‌کننده، مبهم و دارای وسواس شکل، منحط و انکار بی‌رحمانه زندگی مردم است.
همچنین در این بیانیه قصد تغییر افراد وجود دارد، اما «ماده هنری باید تابع معنا و هدف تصویر باشد.» بیان می‌کند:
ما می‌خواهیم یاد بگیریم به «کل» احترام بگذاریم. محتوای بشر، موضوع و الهام ماست. ما هر روز به دنبال سنت‌های خوب و تغییرات ضروری هستیم. ما می‌خواهیم همه خوبی‌ها و بدی‌های خود را پیدا کرده و بپذیریم.
در نتیجه آن‌ها «جستجوی زندگی ما برای معانی و هدف جدید برای دادن به زندگی است» را تأیید می‌کنند.

### مانیفست مدرنیستی پست‌پورنو ۱۹۸۹
توسط ورونیکا ورا
مانیفست مدرنیستی پست‌پورنو توسط ورونیکا ورا و کاندیدا رویال (هر دو ستاره‌های پورنو سابق که در آن زمان فیلم‌های پورنو خود را کارگردانی کرده بودند)، آنی اسپرینکل (که نمایش‌های جنسی زن ارائه می‌دهد) و هنرمند پرفورمنس، فرانک مور، در میان هنرمندان مهم دیگری که از رابطه جنسی استفاده می‌کنند، امضا شد. کار آن‌ها در ۷ نکته، یک جنبش هنری را پایه‌گذاری می‌کند که «سکس را به‌عنوان ماده مغذی جشن می‌گیرد، ما اندام تناسلی خود را به‌عنوان بخشی از روح خود در آغوش می‌گیریم، و جدا از روح نیست.» از نگرش مثبت‌گرایی جنسی حمایت می‌کند و مایل است «ایده‌ها و احساسات خود را برای تفریح، شفای دنیا و تحمل با هم در میان بگذاریم…»

### مانیفست سایبرفمینیستی برای قرن ۲۱، ۱۹۹۱
توسط ونس ماتریکس
ونتریکس یک گروه هنری سایبری فمینیستی بود که در سال ۱۹۹۱ در آدلاید استرالیا تأسیس شد. مانیفست آن‌ها که در سال ۱۹۹۱ نوشته شد، در طول سال‌ها به بسیاری از زبان‌ها از جمله ایتالیایی، فرانسوی، اسپانیایی، روسی، ژاپنی و فنلاندی ترجمه شد. بیانیه این‌چنین آغاز می‌شود:
ما آدم مدرنی هستیم
ضد دلیل مثبت
نامحدود بی‌قید نابخشودنی
ما هنر را با عورت خود می‌بینیم، با عورت خود هنر می‌سازیم
آن‌ها در سال ۱۹۹۶ مانیفست Bitch Mutant را نوشتند.

### مانیفست ____________، ۱۹۹۶
توسط مایکل بتانکور
مانیفست ____________، دیدگاهی تعاملی و پیشنهادی از ممنوعیت‌ها و ادعاهایی که دربارهٔ هنر و جنبش‌های هنری مطرح می‌شود، ارائه کرد. این یک قطعه اولیه تعاملی از هنر شبکه بود که در وب‌زین‌ها و در گروه‌های خبری ظاهر شد و دعوت به مشارکت می‌کرد. بیانیه این‌چنین آغاز می‌شود:
امروز____________ خود منسوخ شده‌است.
مانیفست با دکمه Reset به پایان می‌رسد. متن آن از مانیفست‌های دادا تریستیان تزارا نمونه‌برداری شده‌است، اما قطعات کلیدی متن اصلی حذف شده و با جاهای خالی جایگزین شده‌اند تا پر شوند. این یکی از اولین مانیفست‌هایی است که در اینترنت و همچنین به‌صورت چاپی منتشر شده‌است.

### هنر جوهر نو (New Ink)
نقاشی مرکب مدرن اروپایی کمکی اروپایی/غربی به جنبش هنر جوهر نو (عمدتا آسیایی) است. این اکسپرسیونیسم، مینیمالیسم، اثر ساده، هنر انتزاعی (و غیره) را با تکنیک‌های تقلیل‌کننده معمولی آسیای شرقی (سیاه‌قلم ادیبان)، فلسفه، مواد و مفاهیم ترکیب می‌کند.
نسخه اصلی و تکمیل‌شده در قالب بیانیه یا دستور کار هنرمند در سال ۱۹۹۶ نوشته شده و در سال ۱۹۹۷ از طریق وزارت فرهنگ کرواسی به توکیو و سپس به وین، به سفارت ژاپن و سپس به دولت ژاپن در توکیو ارسال شده‌است. بر اساس آن به آلفرد کروپا در سال ۱۹۹۸ بورسیه تحصیلی برای تحقیقات تکمیلی در ژاپن اعطا شد. کرواسی و ژاپن در سال ۱۹۹۳ روابط دیپلماتیک برقرار کردند و او اولین نقاش کروات بود که توسط دولت ژاپن بورسیه‌ای دریافت کرد. پس از ارسال رسمی درخواست کروپا، تنها چیزی که برای او باقی ماند اولین پیش‌نویس بود، طرحی از اعلامیه و دستور کار او. برای چندین سال آن را در آپارتمانش گم کرد. همان‌طور که مشخص است خانواده کروپا در سال ۲۰۱۰ بیرون رانده شدند و او فکر کرد که برای همیشه گم شده‌است زیرا روی دو تکه کاغذ ساده نوشته شده بود. اما در میان سایر اقلام خانه، در یک انبار در شرایط بسیار بد نگهداری می‌شد. در سال ۲۰۱۷، خانواده‌اش توانستند بخشی از وسایل شخصی را که در آن زمان به گاراژ منتقل شده بود، بازیابی کنند. این نقاش اخیراً در گاراژ خود مشغول حفاری بوده و به‌طور اتفاقی آن نوشته‌های اصلی سال ۱۹۹۶ را پیدا کرده‌است! با دستور زبان انگلیسی تصحیح‌شده اسکن و دوباره تایپ شد. این مانیفست را آلفرد کروپا تصحیح کرد و در بیش از ۲۰ سال گسترش داد. همچنین سندی از تاریخ جنبش بین‌المللی جوهر نو هنر است.
جنبش هنر جوهر نو برای مدتی طولانی پدیده هنری محلی (هنگ‌کنگ) یا منطقه‌ای یا چینی در نظر گرفته می‌شد که توسط لوی شو-کوان (۱۹۱۹–۱۹۷۵) پایه‌گذاری شد. با این فعالیت‌ها این جنبش در کرواسی-ژاپن در دهه آخر قرن بیستم، به جنبش بین‌المللی تبدیل شده‌است. لوی شو کوان و پیروانش (تا امروز) هنر جوهر چینی را در قالب مدرنیسم غربی تفسیر می‌کنند. کروپا در حال انجام کاری است که اساساً برخلاف شو-کوان و گروهش متفاوت است، او مدرنیسم غربی را در قالب هنر جوهر چینی تفسیر می‌کند. در حال حاضر مشخص نیست که آیا مانیفست دیگری در رابطه با جنبش بین‌المللی هنر جوهر نو وجود دارد یا نه. دست‌کم در آن محدوده زمانی (اواسط دهه ۱۹۹۰) در غرب ایجاد نشده‌است.
نسخه خطی اصلی مانیفست هنری جوهر نو کروپا از سال ۱۹۹۶ متعلق به آرشیو اسناد (نمایشگاه)، سوابق و مجموعه مقالات در کاسل (شماره دسترسی docA-97) است.

### جلاد گروهی ۱۹۹۷
توسط بیلی چایلدیش
گروه جلاد توسط بیلی چایلدیش، تریسی امین و دو نفر دیگر در مدوی، کنت در سال ۱۹۸۳ برای مدت کوتاهی راه‌اندازی شد. چهارده سال بعد با اعضای بیشتری اصلاح شد (تقریباً همه آن‌ها بعداً به گروه هنری Stuckists پیوستند) اما بدون امین. در این مرحله چایلدیش ۶ بیانیه کوتاه نوشت که هر کدام شامل ۷ تا ۱۲ بیانیه بود. او می‌گوید، «آن‌ها هرج‌ومرج و متناقض بودند؛ چیزی که مورد علاقه من است!» برخی از ایده‌ها در مانیفست‌های استاکیست که دو سال بعد نوشته شد دوباره ظاهر شدند. در بند ۹ ارتباطات ۰۰۰۱ آمده‌است:
هنر غرب مخاطبان خود را مبهوت کرده‌است، چنان‌که آن را مانند یک پادری تحسین‌برانگیز می‌کنند. ما، در گروه جلاد، قصد داریم چکمه‌های گلی پوشیده، پای خود را روی صورت مفهوم چرندش پاک کنیم.
باید سبک را در هم شکست («استعداد هنری تنها مانع است») و غیرقابل قبول را باید در قبول کرد. آخرین ارتباط، تنها از دو جمله کوتاه، در سال ۲۰۰۰ نوشته شد و توصیه می‌کند: «زمان رشد هنر فرا رسیده‌است.»

### مانیفست ایمیل-آرت و اینترنت-آرت ۱۹۹۷
توسط گای بلوس
با مشارکت ۳۴ نتورکر هنری (مانند آنا بنانا، سارا جکسون، مدلین «هونوریا» استارباک، جودیت هافبرگ، ویتوره بارونی، کن فریدمن، جان هلد جونیور، رود یانسن، گیورگی گالانتای، راد سامرز، آندری تیسما از ۱۳ کشور و گای بلوس (معروف به ۴۲٫۲۹۲) مانیفست ایمیل-آرت و اینترنت-آرت را نوشتند، و در سال ۱۹۹۷ در مجله هنر الکترونیک Bleus "E-Pêle-Mêle" منتشر شد.

### مانیفست هنر بیگانه ۱۹۹۷
توسط ناتاشا ویتا-مور
(ژانری از جنبش هنری فرا انسانی که مانیفست آن در سال ۱۹۸۲ نوشته شد)
این مانیفست در ۱ ژانویه ۱۹۹۷ نوشته شد و ظاهراً «در سفینه فضایی کاسینی هویگنس در مأموریت خود به زحل" بود. پس از بیانیه «ما فرا انسان هستیم»، این توضیح وجود دارد: «هنر فرا انسان‌گرایانه نشان‌دهنده قدردانی بیگانه از زیبایی‌شناسی در دنیایی که از نظر فناوری پیشرفته است.» بعد از این مانیفست یک «پرسش متداول» مطرح شد که بیان می‌کند: «هنرهای فرا انسان‌گرا شامل آثار خلاقانه دانشمندان، مهندسان، تکنسین‌ها، فیلسوفان، ورزشکاران، مربیان، ریاضی‌دانان و غیره هستند که ممکن است هنرمندانی به معنای مرسوم نباشند، اما خلاقیت جزء لاینفک فرا انسانیتی است.» مانیفست بر اساس بیانیه هنر فرا انسانی نوشته‌شده در سال ۱۹۸۲ است. تأثیرات خاص آن عبارتند از: «هنر انتزاعی، هنر پرفورمنس، هنر جنبشی، کوبیسم، هنر تکنو، علمی-تخیلی و هنر ارتباطات.» برخی از همکاران ویتا-مور تیموتی لیری، بیل ویولا و فرانسیس فورد کاپولا نام دارند.
وب جهانی ۱۹۹۹ – حال
دسترسی گسترده به اینترنت انگیزه جدیدی را برای هنرمندان ایجاد کرده‌است تا با آگاهی از این‌که مخاطبان بالقوه آنی در سراسر جهان وجود دارد، مانیفست‌های خود را منتشر کنند. تأثیر اینترنت بر مانیفست‌های هنری چنینی شرح داده شده‌است: «تقریباً می‌توان گفت که ما در دوران رونق جدیدی برای مانیفست زندگی می‌کنیم. وب تقریباً به هر کسی اجازه می‌دهد که صفحه‌ای گسترده را به دیواری مجازی بچسباند تا همه ببینند». برخی از مانیفست‌ها هم‌چنان به‌صورت چاپی ظاهر می‌شوند. بقیه به‌صورت متن مجازی وجود دارند. اینترنت منجر به تنوع زیادی از رویکردها و همچنین روند قابل توجهی شده‌است که به سنت‌های قبلی مدرنیسم یا رنسانس برای ایجاد یک الگوی حال و آینده نگاه می‌کند. برای مثال مانیفست استاکیست‌ها به‌خوبی شناخته شده‌است، اگرچه بسیاری دیگر از آن‌ها شهرت یا تأثیر کمی به‌دست آورده‌اند.

### مانیفست استاکیست ۱۹۹۹
توسط بیلی چایلدیش و چارلز تامسون

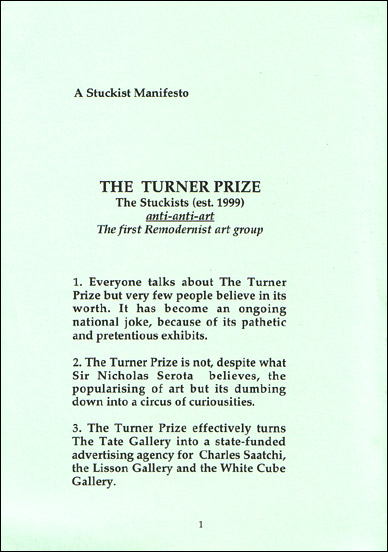
جلد اول مانیفست جایزه ترنراستاکیست در اندازه A6، در ۴ صفحه

تعداد استاکیست‌ها طی یازده سال از ۱۳ هنرمند در لندن به ۲۰۹ گروه در ۴۸ کشور افزایش یافته‌است و ادعا می‌کنند که «استاکیسم اولین جنبش هنری مهمی است که از طریق اینترنت گسترش یافته‌است». ۳ بند اول مانیفست «جست‌وجوی اصالت در هنر»، «نقاشی وسیله کشف خود است» و «الگویی از هنر که کل‌نگر است» را اعلام می‌کند. در بند چهارم آمده‌است: «هنرمندانی که نقاشی نمی‌کنند، هنرمند نیستند». بند پنجم این است: «هنری که برای هنر بودن باید در گالری باشد، هنر نیست.» در مانیفست برای هنر مفهومی، بریتارت، چارلز ساعتچی، حیله‌های هنری و گالری‌های دیوار سفید نیز نکاتی در نظر گرفته شده‌است، و هنرمند آماتور مورد ستایش قرار می‌گیرد. نکته پایانی مانیفست چنین است:
استاکیسم در بر گیرنده همه چیزهایی است که تقبیح می‌شوند. ما فقط چیزی را محکوم می‌کنیم که در نقطه شروع متوقف می‌شود - استاکیسم از نقطه توقف شروع می‌شود!
این مانیفست در وب سایت آن‌ها به ۷ زبان موجود است. آن‌ها حداقل ۸ مانیفست دیگر صادر کرده‌اند، از جمله مانیفست بازنوگرایی (۲۰۰۰)، که آغازگر «معنویتی جدید در هنر» است (برای جایگزینی «ماتریالیسم علمی، پوچ‍گرایی و ورشکستگی معنوی» پست‌مدرنیسم)، مانیفست جایزه ترنر، که در تظاهرات استاکیست‌ها در تیت بریتانیا و نقد دیمین هرست توزیع شد. گالری تیت دارای سه مانیفست است. اسپین‌آف‌های دیگر استاکیست‌ها عبارتند از مانیفست دانشجویان کالج هنر کمبرول برای استاکیسم (۲۰۰۰) و مانیفست استاکیست‌های کوچک‌تر از نوجوان (۲۰۰۶). در سال ۲۰۰۶، آلن هرندون مانیفست استاکیست‌های آمریکایی را منتشر کرد که محتوای آن توسط گروه استاکیست‌های لس‌آنجلس به چالش کشیده شد. همچنین یک مانیفست ضد استاکیست در سال ۲۰۰۵ توسط گروه سوررئالیست لندن منتشر شده‌است.

### رستاخیز زیبایی: مانیفست برای آینده هنر ۲۰۰۲–۱۰
نوشته مارک میرمونت
مانیفست رستاخیز زیبایی اولین بار در سال ۲۰۱۰ توسط یک گالری (Galerie Provocatrice) در آمستردام برای یک نمایشگاه مرتبط و اولین نمایش فیلم منتشر شد. هدف آن القای مقاومت در برابر تظاهر در هنر مفهومی است که به‌دنبال حذف زیبایی به‌عنوان یک دغدغه اصلی در آینده هنر است. دو خط اصلی از مانیفست عبارتند از: «زیبایی هدف هنر است، همان‌طور که یک ساختمان هدف معماری است» و «فایده هنر این است که ما را از زیبایی آگاه کند، همان‌طور که فایده علم این است که ما را از حقیقت آگاه کند.»

### چگونه یک مانیفست آوانگارد بنویسیم (مانیفست) ۲۰۰۶
توسط لی اسکریونر
چگونه یک مانیفست آوانگارد بنویسیم یک مانیفست آوانگارد است که مانیفست‌های آوانگارد صد سال گذشته را مرور می‌کند، و در آوریل ۲۰۰۶ بر درب ورودی مؤسسه هنرهای معاصر لندن چسبانده شد. بعداً توسط کنسرسیوم لندن به‌صورت آنلاین منتشر شد.

### مانیفست فیلم نو-مدرن ۲۰۰۸
توسط جسی ریچاردز
مانیفست فیلم نو-مدرن یک مانیفست فیلم‌سازی است که توسط نقاش، عکاس و فیلم‌ساز استاکیست سابق، جسی ریچاردز نوشته شده‌است، و مانند مانیفست نزدیک نومدرنیسم، خواستار یک «معنویت جدید» است، اما در رابطه با سینما. مانیفست اعلام می‌کند که یک فیلم معنوی «دربارهٔ دین نیست. این سینما به انسانیت و درک حقایق ساده و لحظه‌های بشریت می‌پردازد. فیلم معنوی در واقع همه چیز دربارهٔ این لحظات است». در بند ۴ مانیفست، زیبایی‌شناسی ژاپن در رابطه با ایده فیلم نومدرنیستی مورد بحث قرار می‌گیرد: «ایده‌های ژاپنی وابی سابی (زیبایی نقص) و مونو بدون آواره (آگاهی از گذرا بودن چیزها و احساسات تلخ و شیرینی که با آن‌ها همراه است)، توانایی نشان دادن حقیقت هستی را دارند و در ساخت فیلم نو-مدرن باید همیشه مورد توجه قرار گیرند». مانیفست همچنین از فیلم‌سازانی که فیلم‌برداری می‌کنند انتقاد می‌کند، و استدلال می‌کند که فیلم، به‌ویژه فیلم Super-8 «خامگی و توانایی به‌تصویر کشیدن جوهر شاعرانه زندگی دارد، فیلم‌برداری آن ویدیو هرگز نتوانسته‌است آن را انجام دهد» و همچنین از کار استنلی کوبریک، با عنوان «غیرصادقانه و خسته‌کننده» و دگما ۹۵ انتقاد می‌کند. در عوض، به نظر می‌رسد که فلسفه فیلم نو-مدرن تا حدودی ضد نفس است، با توجه به این که ریچاردز خاطرنشان می‌کند که «این مانیفست را باید تنها به‌عنوان مجموعه‌ای از ایده‌ها و نکاتی دید که ممکن است نویسنده آن به میل خود مورد تمسخر و توهین قرار گیرد». این مانیفست اخیراً به زبان ترکی ترجمه و توسط وب‌سایت فیلم Bakiniz منتشر شده‌است و توسط مجله زیرزمینی هنر و فرهنگ لهستان RED به زبان لهستانی ترجمه و منتشر شده‌است.

### مانیفست جنبش هنری سوپراستروک ۲۰۰۸
توسط کنراد بو
این مانیفست توسط کنراد بو هنرمند مفهومی آفریقای جنوبی نوشته شده‌است که معتقد است جنبش هنری سوپراستروک اولین جنبش هنری شناخته‌شده بین‌المللی در آفریقا از زمان جنبش هنری جزیره فوک است که توسط والتر باتیس آغاز شد. مانیفست جنبش هنری سوپراستروک نوشته کنراد بو به شرح زیر است:
1. نقاشی‌ها باید با استفاده از ضربه‌های قلم‌مو واضح و حتی خشن حداقل در بخشی از تصویر اجرا شوند.
2. اگر از عکسی برای نقاشی فیگوراتیو استفاده شود، ایراد نباید فوتورئالیسم باشد، بلکه باید اکسپرسیونیسم باشد.
3. اگر از رسانه‌هایی مانند خودکار، مداد و غیره استفاده می‌شود، خط‌های قلم و مداد حداقل باید بیش از حد گویا باشد تا به‌عنوان یک تصویر سوپراستوک در نظر گرفته شود.
4. نقاشی‌ها را می‌توان به دو صورت انتزاعی و فیگوراتیو اجرا کرد.
5. موضوعاتی مانند آفریقا، روشنایی، تاریکی، زندگی و مرگ توصیه می‌شوند.
6. ممکن است از کلاژ، شابلون و خوش‌نویسی برای تأثیرگذاری استفاده شود.
7. مفهوم هنر به خاطر هنر در سوپراستروک کاربرد ندارد. در سوپراستروک، هنر به خاطر سوپراستروک است، زیرا هنرمند باید همیشه برای نقاشی‌های غنی از بافت، یا ضربه‌های بیش از حد قلم‌مو یا مداد تلاش کند.

### مانیفست متامدرنیسم ۲۰۱۱
توسط لوک ترنر
مانیفست متامدرنیسم توسط هنرمند لوک ترنر به‌عنوان «تمرینی برای تعریف و تجسم هم‌زمان روح فرامدرن» نوشته شده‌است. مانیفست «نوسان را نظم طبیعی جهان» تشخیص داد و خواستار پایان دادن به «اینرسی ناشی از یک قرن ساده‌لوحی ایدئولوژیک مدرنیستی و عدم صداقت بدبینانه فرزند حرام‌زاده متضاد آن شد». ترنر فرامدرنیسم را به‌عنوان «وضعیت متمایز بین و فراتر از طنز و صداقت، ساده لوحی و آگاهی، نسبی‌گرایی و حقیقت، خوش‌بینی و شک، در تعقیب افق‌های ناهمگون و گریزان» پیشنهاد کرد و با فراخوانی به پایان رسید. «برو تاب بخور!» این مانیفست اساس فعالیت هنری مشترک لابوف، رونکو و ترنر را تشکیل داد. همچنین پس از آن که شایا لباف در اوایل سال ۲۰۱۴ مانیفست را مطالعه کرد، با ترنر تماس گرفت.

### مانیفست افراط‌گرایی ۲۰۱۴
توسط کالوست گودل
مانیفست افراط‌گرایی در سال ۲۰۱۴ نوشته شد و در ۲۸ سپتامبر ۲۰۱۵، در هفته‌نامه لس‌آنجلس داون‌تاون نیوز (صفحه ۱۰) منتشر شد. بیانیه به‌شکلی مجمل شروع می‌شود: «استفاده بیش از حد از منابع که با بزرگ‌نمایی بیان می‌شود: با استفاده از خلاقیت‌های بصری دو یا سه بعدی، کلمات نوشتاری یا لفظی، یا هر شکل دیگری. بررسی نظام سرمایه‌داری، مستثنی از ملاحظات زیبایی‌شناختی، حقوقی، تجاری یا اخلاقی.» فراتر رفتن از حد یا درجه معمول، ضروری یا مناسب است. داشتن یک میل خاص «به دست آوردن کالاهای مادی فراتر از نیازها و اغلب به معنای. ". افراط گرایی، به‌عنوان یک جنبش هنری جهانی جدید، تمایل دارد تا تفسیری بر ماتریالیسم اقتصادی باشد.

### مانیفست جدید هنرها ۲۰۲۰
توسط منوتی لرو و آنتونلو پلیچیا

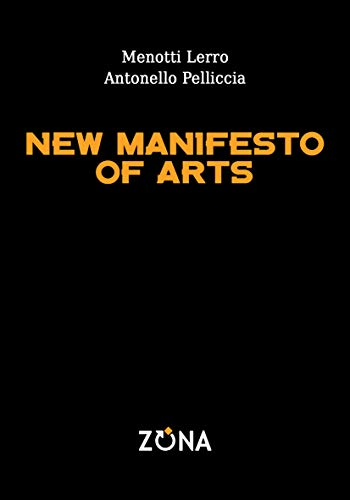
جلد مانیفست جدید هنر توسط لرو و پلیچیا

مانیفست جدید هنرها که در سال ۲۰۱۸ نوشته و در سال ۲۰۱۹ در مجلات منتشر شد در سال ۲۰۲۰ توسط انتشارات زونا به دو زبان ایتالیایی و انگلیسی منتشر شد. پایگاه اصلی این جنبش مدرسه هم‌دلی (همدلی) بود که در ایتالیا در سال ۲۰۲۰ به وجود آمد. این مانیفست، همدلی را در تقابل با دیدگاه‌های قبلی هنرمندانی که از جامعه محدود شده‌اند، در میانه بینشی از خود قرار می‌دهد.

## یادداشت
1. ↑  تئاتر نان و عروسک یک تئاتر عروسکی رادیکال سیاسی است که از دهه ۱۹۶۰ فعال است و از ژانویه ۲۰۲۰ در گلوور، ورمونت مستقر است. الکا و پیتر شومان این تئاتر را با هم بنیان‌گذاری کردند. شومان مدیر هنری است.
2. ↑  گیلبرت پروش (متولد ۱۷سپتامبر ۱۹۴۳) و جورج پاسمور (متولد ۸ ژانویه ۱۹۴۲) هنرمندانی هستند که به‌صورت مشترک همکاری می‌کنند. گیلبرت و جورج به‌خاطر ظاهر رسمی و شیوه‌ای که در پرفورمنس‌آرت دارند، و به‌خاطر آثار هنری مبتنی بر عکس به سبک گرافیکی با رنگ‌های روشن معروف هستند. در سال ۲۰۱۷، این زوج پنجاهمین سالگرد همکاری خود را جشن گرفتند. در آوریل ۲۰۲۳ گیلبرت و جورج مرکز گیلبرت و جورج را در خیابان هنیج، لندن E1 افتتاح کردند تا کارهای خود را به نمایش بگذارند.

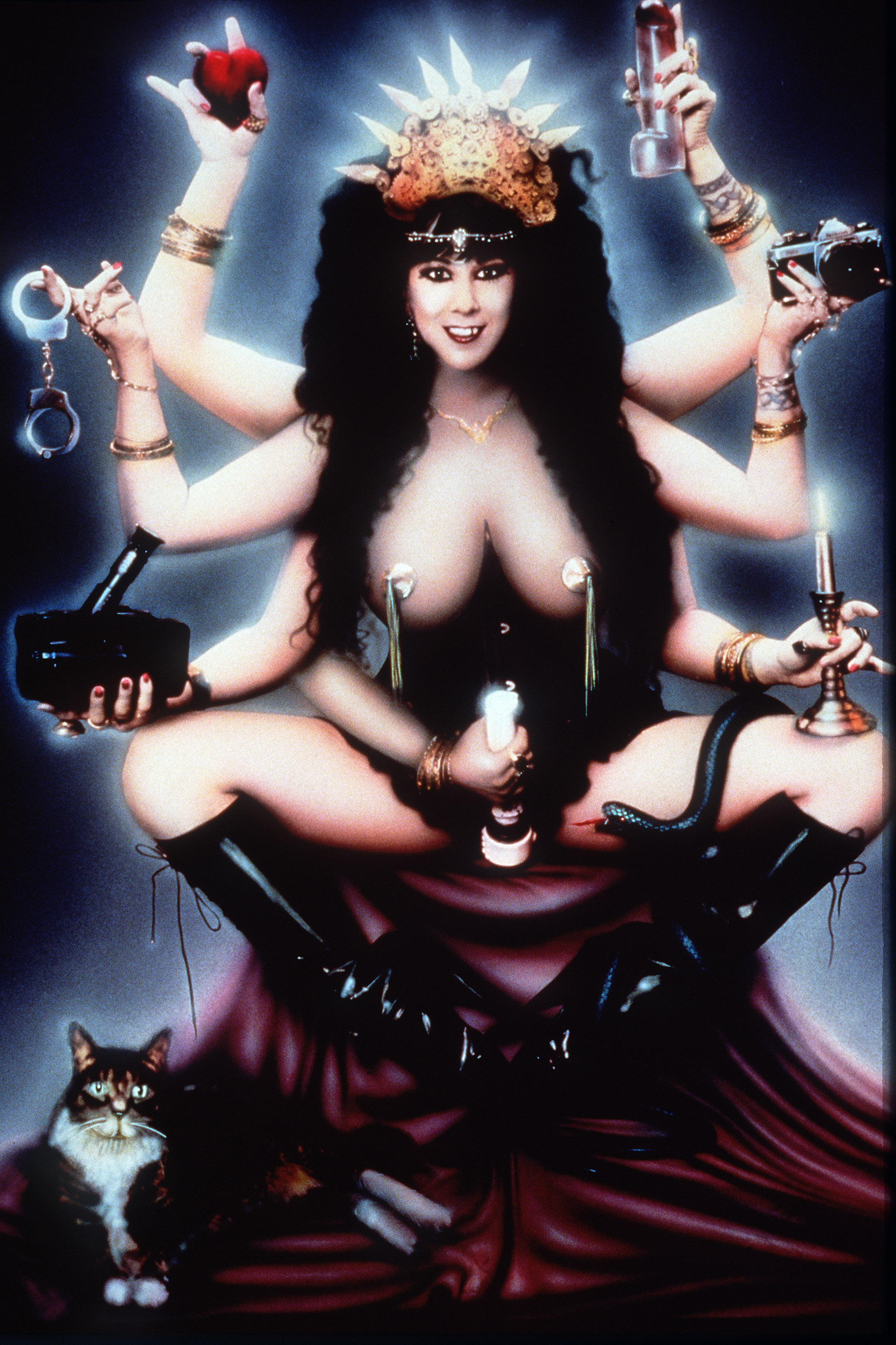
آنی اسپرینکل

3. ↑  ورونیکا ورا نویسنده و بازیگر آمریکایی در زمینه مسائل جنسی انسان است. او بیشتر برای فیلم‌های Times Square Comes Alive، جرارد دامیانو's Consenting Adults, Mondo New York و Rites of Passion شناخته‌شده‌است.

## پیوندبه‌بیرون
- شعر انقلاب: مارکس، مانیفست‌ها و آوانگاردها
- فهرست بیانیه‌ها
- صفحه در وب‌سایت موزه هنر و تاریخ شهر آشیا ژاپن با متن کامل مانیفست گوتای، به زبان انگلیسی
- بازنشانی مانیفست هنری همکاری جهانی از آثاری که توسط جان رابینسون و گری ریست بارلو (۲۰۱۲) تأسیس شد
- "To Declare a New World": صفحه منتقدان راه‌آهن بروکلین در مانیفست‌های هنری، ویرایش‌شده توسط ویل فنستر میکر (مارس ۲۰۲۱)